# NGC 3945
NGC 3945 (другие обозначения — UGC 6860, MCG 10-17-96, ZWG 292.42, IRAS11506+6056, PGC 37258) — линзообразная галактика (SB0) в созвездии Большая Медведица.
Этот объект входит в число перечисленных в оригинальной редакции «Нового общего каталога».
Галактика NGC 3945 входит в состав группы галактик NGC 4125. Помимо NGC 3945 в группу также входят ещё 13 галактик.
Внутренний диск галактики в 10 раз ярче её балджа, который сам по себе является маленьким и тусклым.
Галактика по всей видимости имеет активное галактическое ядро.